# Antonio Cattalinich
Antonio Cattalinich –nacido como Ante Katalinić– (11 de febrero de 1895-31 de octubre de 1981) fue un deportista italiano que compitió en remo. Fue hermano de los también remeros Francesco Cattalinich y Simeone Cattalinich.
Participó en los Juegos Olímpicos de París 1924, obteniendo una medalla de bronce en la prueba de ocho con timonel. Ganó una medalla de plata en el Campeonato Europeo de Remo de 1922.

## Palmarés internacional
| Juegos Olímpicos   | Juegos Olímpicos   | Juegos Olímpicos  | Juegos Olímpicos |
| Año                | Lugar              | Medalla           | Prueba           |
| ------------------ | ------------------ | ----------------- | ---------------- |
| 1924               | París (Francia)    | Medalla de bronce | Ocho con timonel |
| Campeonato Europeo |                    |                   |                  |
| Año                | Lugar              | Medalla           | Prueba           |
| 1922               | Barcelona (España) | Medalla de plata  | Ocho con timonel |